# Stephan Möllemann
Stephan Möllemann, auch: Möllmann, Müllmann und gräzisiert Myliander (* unbekannt; † um 1610 in Rostock) war ein deutscher Buchdrucker.

## Leben
Über Stephan Möllemanns Herkunft und Ausbildung ist nichts bekannt. 1560 erwarb er das Bürgerrecht in Rostock und verwaltete 1560/61 die Druckerei des 1559 verstorbenen Ludwig Dietz in Rostock. Ab 1561 erschienen Drucke unter seinem Namen. Später heiratete er die Witwe seines Vorgängers.
1577 verkaufte er sein Brauhaus beim Nikolai-Kirchhof in Rostock. 1578 verschrieb seine Frau ihm ihr Haus am Hopfenmarkt. 1592 verkauft er dies Haus weiter an Christopher Hein. Er war etwa 50 Jahre lang als Drucker in Rostock tätig. 1579 wurde er als Nachfolger von Jacob Lucius der Ältere zum Universitätsbuchdrucker bestellt. 1610 wurde Joachim Fueß (Pedanus) als sein Nachfolger genannt.
46 seiner Drucke sind in Conrad Borchlings und Bruno Claussens Niederdeutscher Bibliographie verzeichnet. 1607 druckte er ein finnisches Gesangbuch.

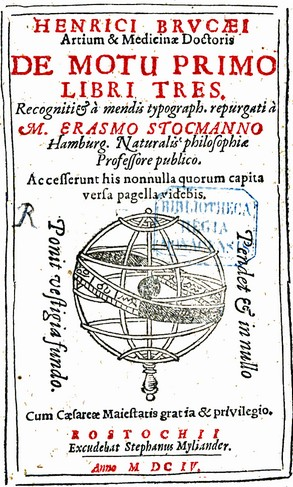
Heinrich Brucaeus: De motu primo libri tres (1604)
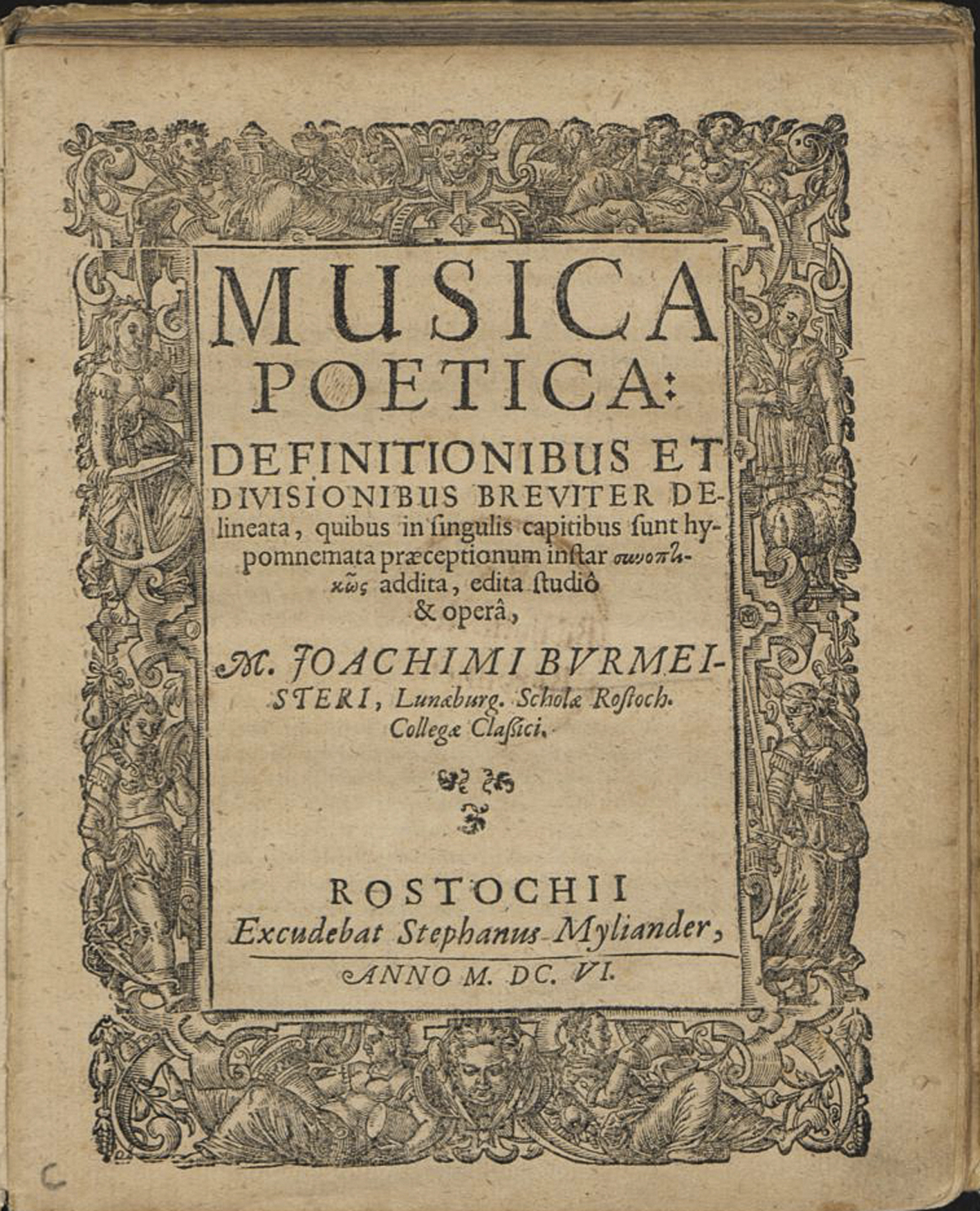
Joachim Burmeister: Musica poetica (1606)
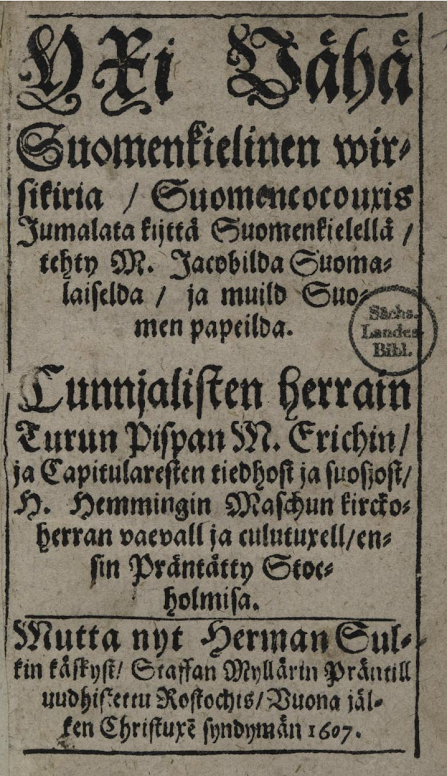
Finnisches Gesangbuch von 1607